# 宮島酒店
宮島酒店（みやじまさけてん）は、長野県伊那市の蔵元。
ブランド名は信濃錦（創業当初のブランド名は扇正宗）。

## 沿革
創業以前より米穀商を営んでいたことより、創業以来地元で獲れる最高の米を用いる伝統がある。
- 1911年（明治44年）1月1日 - 創業。
- 1967年（昭和42年） - 現当主である宮島宏一郎が日本で初めて防腐剤を用いない酒造りを発明。
- 1972年（昭和47年） - 防腐剤（サリチル酸）無添加酒の製法特許を取得。これ以来、「美味と安心」を酒造理念とする。
- 1982年（昭和57年） - 地元米として作付けが増え始めた美山錦の保護育成と酒質向上のため、原料米をすべて地元産の美山錦に切り替える。
- 1991年（平成3年） - この年より契約栽培を始め、平成17酒造年度には全量が契約栽培米となる。
- 2000年（平成12年） - 天墜発売。
- 2002年（平成14年） - 斬九郎発売。
- 2004年（平成16年） - 「布マルチ農法」による試験栽培を開始するなど、地元伊那谷を高品質で安心な酒米の産地とすべく、生産者と共に歩んでいる。

1991年よりすべてを特定名称酒とし、より一層の酒質向上に努めている。平成以降の品評会での成績は､全国新酒鑑評会では 1993年、1994年、1996年、1997年、1998年、2001年、2005年に金賞を受賞し、特に2005年は無農薬栽培の美山錦を用いた純米大吟醸で金賞を受賞。また、1996年の長野県清酒品評会では首席県知事賞を受賞したほか、関東信越国税局鑑評会などでも高い評価を得ている。

## 主要製品

### 清酒
- 信濃錦（しなのにしき） - 当初は家紋の桧扇より命名した「扇正宗」を酒名としていたが、より大きく飛躍することを祈念して信州の栄光を意味した「信濃錦」と命名された。
- 斬九郎（ざんくろう）
- 水樂艸（すいがくそう）
- 天墜（てんおつ）

## 醸造
大凡の割合は、純米吟醸酒・純米酒が4分の3、残りが本醸造酒。1997年（平成9年）の造りより麹室を拡張し、全量箱麹としている。また、2000年（平成12年）には出麹乾燥室を設置し、酵素が力強く雑菌の少ない麹造りをしている。出荷先は、商品管理と商品説明が明確な販売店を原則としている。